# Château de Beauregard (Nan-sous-Thil)
Le château de Beauregard, datant du XVIe siècle, est construit sur une base antérieure du XIVe siècle situé à Nan-sous-Thil en Côte-d'Or, en Bourgogne-Franche-Comté.

## Localisation
Le château est isolé à l’est du village sur un promontoire dominant le ruisseau de Nan-sous-Thil.

## Historique
En 1328, Jeanne de Liventon, veuve de Gui de Digoine, tient du duc de Bourgogne la maison de «nanto sub Tilio». En 1488, la seigneurie de Nan-sous-Thil comporte une maison dite de Beauregard située à Nan avec pressoir et étang au-dessus de la maison. En 1585, la maison de Beauregard située au-dessous du village de Nan comporte deux corps de logis avec dépendances. En 1667, François Bretagne, conseiller du roi au Parlement de Bourgogne, tient le château de Beauregard[réf. souhaitée]. 
Le château est inscrit aux monuments historiques par arrêté du 30 décembre 1987

## Architecture
Sur le cadastre de 1823, le château est entouré d'une large basse-cour au sud et à l'ouest dont il ne demeure qu'un pigeonnier carré sur cave voûtée du XVIIe siècle. Le bâtiment principal, construit au XVIe siècle, est rectangulaire allongé à un étage carré, ouvert de baies rectangulaires, sauf trois croisées à accolades au rez-de-chaussée sud et une sur le rez-de-chaussée nord. La façade nord est flanquée de deux tours carrées un peu plus élevées que le bâtiment principal. L'angle sud-est de la cour est occupé par une tour carrée de même aspect que les tours nord et l'angle sud-ouest par une tour ronde. La façade sud ouvre sur une cour carrée limitée à l'est par un retour d'angle percé d'un porche et au sud par des communs[réf. souhaitée].

## Valorisation du patrimoine
Le propriétaire propose des chambres d'hôtes.